# Église Sainte-Marie d'Indianapolis
Pour les articles homonymes, voir Église Sainte-Marie.
L'église Sainte-Marie (en anglais :  St. Mary's Church; en allemand Marienkirche) est une église catholique d'Indianapolis aux États-Unis, inscrite au Registre national des lieux historiques.

## Historique

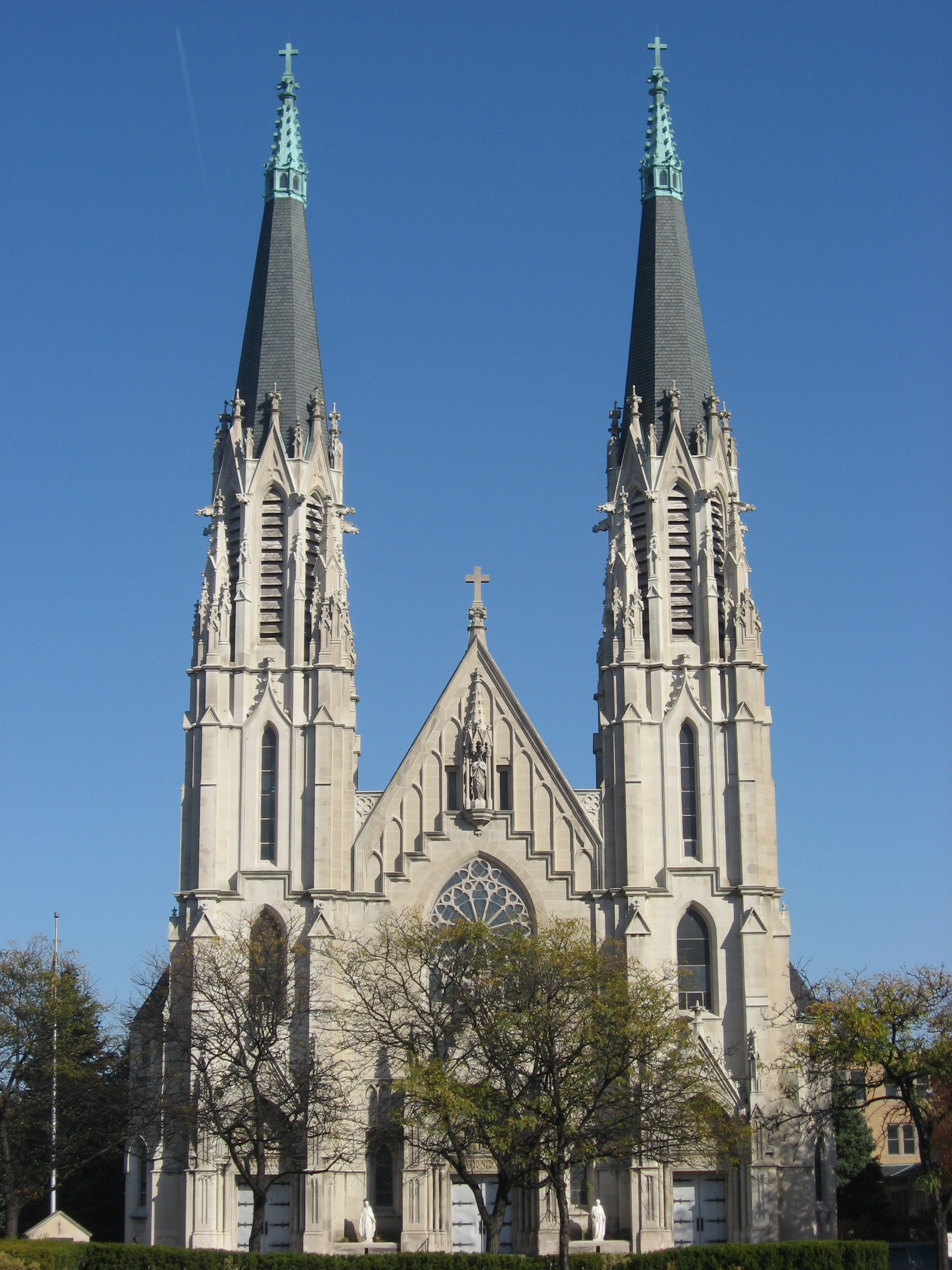
Vue des tours jumelles

Le RP Brandt arrive en 1856 de Vincennes pour s'occuper de la communauté d'émigrants germanophones installée récemment à Indianapolis. Une  première église consacrée à la Vierge Marie est construite deux ans plus tard. Le culte est célébré en latin, comme partout à l'époque, et les sermons et chants en allemand, dans la pure tradition de l'Ancien Monde. La paroisse déménage au coin de la Vermont Street et de la Jersey Street au début du XXe siècle, bâtissant l'église actuelle entre 1910 et 1912 dans le style néogothique inspiré de la cathédrale de Cologne, ville natale de l'architecte, Hermann Gaul. Ainsi des gargouilles décorent, la façade, le porche et les tours.
Du côté nord un vitrail représente saint Boniface, apôtre des Germains. Du côté sud un autre représente saint Henri, le bâtisseur d'église.
L'intérieur est orné de nombreuses statues.
La population du quartier s'est totalement transformée à partir des années 1990, et accueille désormais une majorité de latino-américains. C'est pourquoi l'église Sainte-Marie propose aujourd'hui des messes en anglais et en espagnol.

## Illustrations

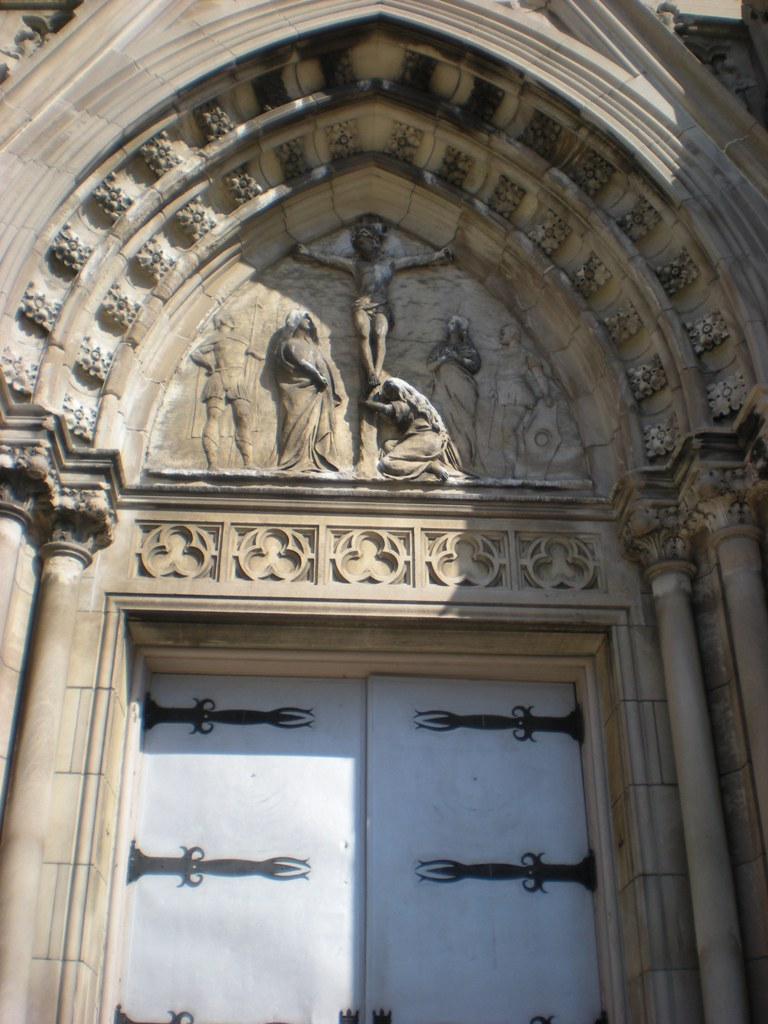
Vue de la Crucifixion (1911) au-dessus du porche
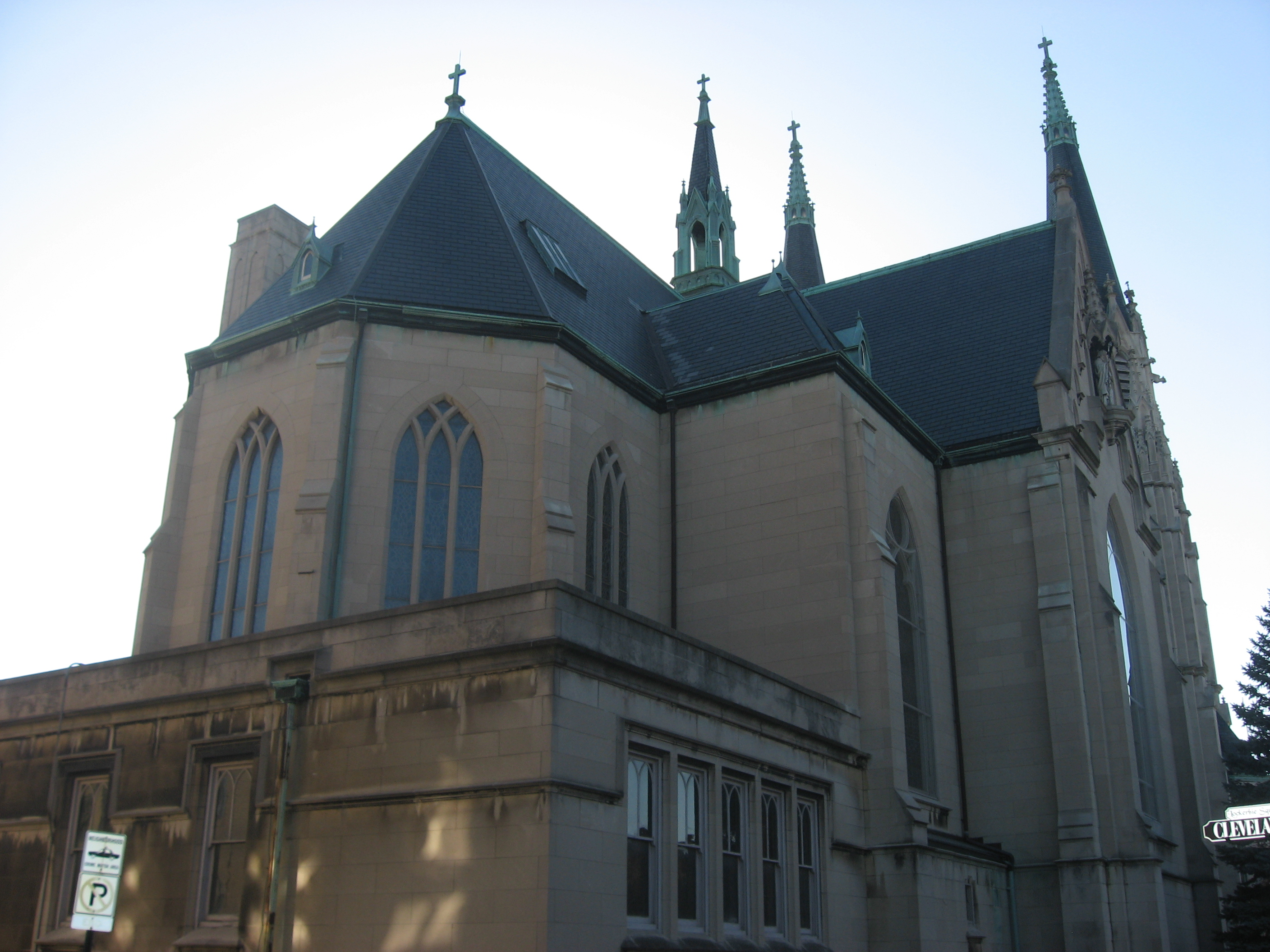
Arrière de l'église
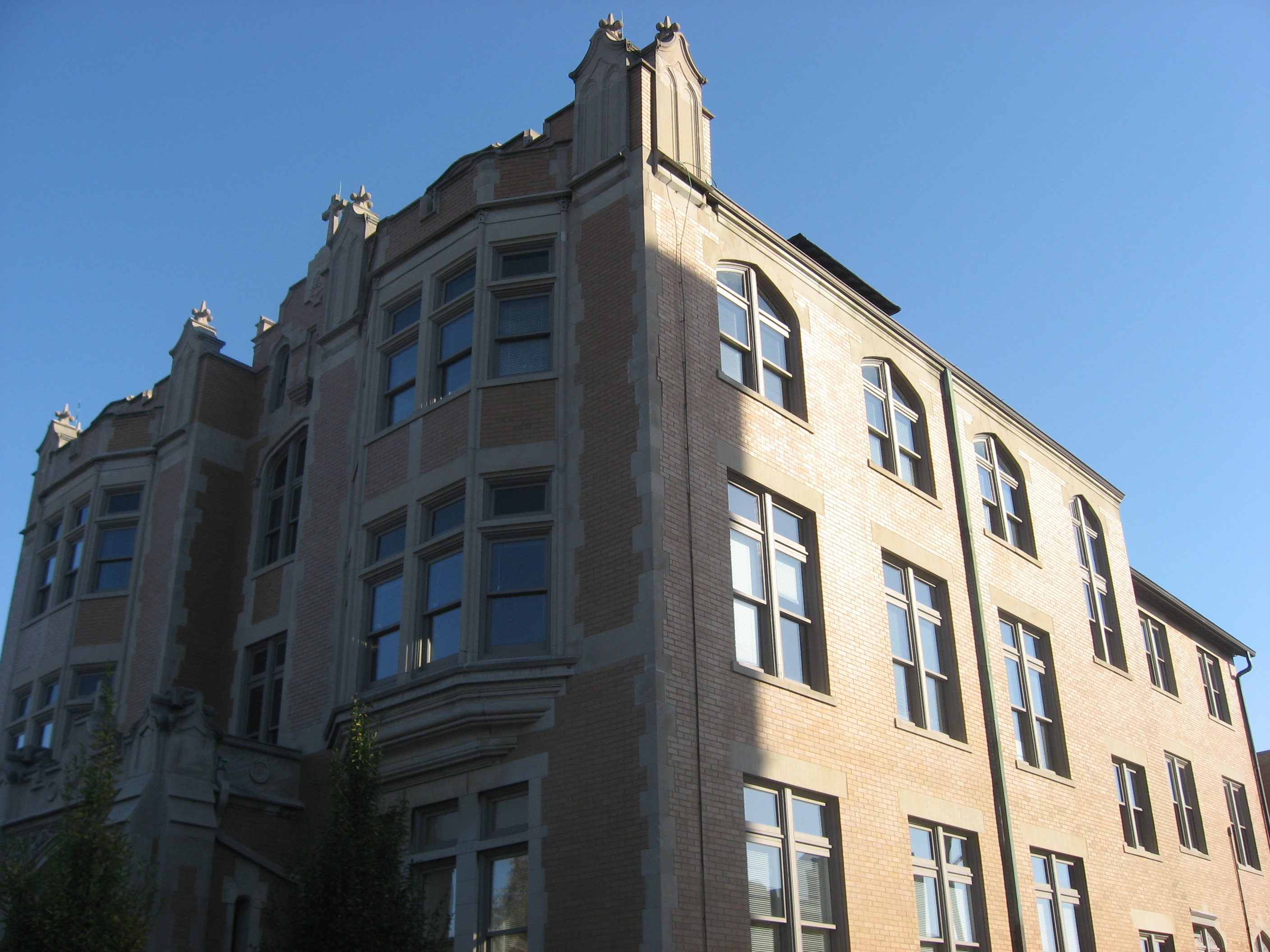
Maison paroissiale

## Source
- (en) Cet article est partiellement ou en totalité issu de l’article de Wikipédia en anglais intitulé « St. Mary's Catholic Church (Indianapolis, Indiana) » (voir la liste des auteurs).